# Vụ hỏa hoạn Dhaka 2012
Ngày 24 tháng 11 năm 2012, một trận hỏa hoạn tại một xưởng may mặc thời trang Tazreen có nhiều tầng tại quận Ashulia nằm ở ngoại ô thủ đô Dhaka, Bangladesh, làm thiệt mạng ít nhất 112–124 chết, khiến đây là vụ cháy nhà máy thiệt hại về người nhiều nhất trong lịch sử quốc gia này và 200 người bị thương. ́Một số người tử nạn vì cố nhảy xuống từ trên cao để thoát khỏi ngọn lửa.
Vẫn chưa rõ nguyên nhân gây ra hỏa hoạn khởi nguồn ở tầng trệt, là nhà kho và nhanh chóng lan khắp phân xưởng, và làm nhiều nạn nhân bị kẹt trong xưởng. Đám cháy diễn ra trong hơn 17 tiếng đồng hồ trước khi lính cứu hỏa dập tắt.
Các công nhân khác đã thoát khỏi mái nhà của tòa nhà đã được giải cứu thành công.
Các nhà chức trách đang nghi ngờ sự cố trong đường dây dẫn điện có thể là nguyên nhân gây cháy.
Tòa nhà có ba cầu thang bộ và tất cả các cầu thang này đều dẫn xuống tầng trệt,́ các công nhân không thể thoát ra ngoài khi ngọn lửa bao trùm tòa nhà.

## Nhà máy
Mở cửa năm 2009, xưởng thời trang Tazreen thuộc Tập đoàn Tuba có 1630 công nhân sản xuất áo phong, áo polo và áo vét tông. Nhà máy sản xuất quần áo cho các công ty khác nhau, bao gồm cả các công ty Hà Lan C & A, công ty Mỹ Walmart và Hồng Kông công ty Li & Fung.
Trong tháng 5 năm 2011, nhà máy đã bị đánh dấu bởi một quan chức đạo đức Walmart là "vi phạm và/hoặc điều kiện được coi là có nguy cơ cao".